# Fußball-Weltmeisterschaft 1954/Tschechoslowakei
Dieser Artikel behandelt die tschechoslowakische Fußballnationalmannschaft bei der Fußball-Weltmeisterschaft 1954.

## Qualifikation
| Tschechoslowakei | - | Rumänien         | 2:0 | Pažický 54', Vlk 63'      |
| Bulgarien        | - | Tschechoslowakei | 1:2 | Boschkow 55' / Vlk 5' 40' |
| Rumänien         | - | Tschechoslowakei | 0:1 | Šafránek 38'              |
| Tschechoslowakei | - | Bulgarien        | 0:0 |                           |

## Tschechoslowakisches Aufgebot
| Nummer / Name | Nummer / Name      | Damaliger Verein      | Geburtstag | Länderspiele |
| Tor           | Tor                | Tor                   | Tor        | Tor          |
| ------------- | ------------------ | --------------------- | ---------- | ------------ |
| 1             | Theodor Reimann    | Slovan Bratislava     | 10.02.1921 |              |
| 21            | Imrich Stacho      | Tankista Prag         | 04.11.1931 |              |
| 22            | Viliam Schrojf     | Křídla vlasti Olomouc | 02.08.1931 |              |
| Abwehr        |                    |                       |            |              |
| 2             | František Šafránek | ÚDA Prag              | 02.01.1931 |              |
| 4             | Ladislav Novák     | ÚDA Prag              | 05.12.1931 |              |
| 5             | Jiří Trnka         | ÚDA Prag              | 02.12.1926 |              |
| 12            | Anton Krásnohorský | Iskra Žilina          | 22.10.1925 |              |
| Mittelfeld    |                    |                       |            |              |
| 3             | Svatopluk Pluskal  | ÚDA Prag              | 28.10.1930 |              |
| 6             | Michal Benedikovič | Slovan Bratislava     | 31.05.1923 |              |
| 13            | Jiří Hledík        | Křídla vlasti Olomouc | 19.04.1929 |              |
| 14            | Jan Hertl          | ÚDA Prag              | 23.01.1929 |              |
| 16            | Zdeněk Procházka   | Spartak Prag Sokolowo | 12.01.1928 |              |
| Angriff       |                    |                       |            |              |
| 7             | Ladislav Hlaváček  | ÚDA Prag              | 26.06.1925 |              |
| 8             | Ota Hemele         | ÚDA Prag              | 22.01.1926 |              |
| 9             | Anton Malatinský   | Baník Handlová        | 15.01.1920 |              |
| 10            | Emil Pažický       | Slovan Bratislava     | 14.10.1927 |              |
| 11            | Jiří Pešek         | Spartak Prag Sokolowo | 04.06.1927 |              |
| 15            | Ladislav Kačáni    | CH Bratislava         | 01.04.1931 |              |
| 17            | Tadeáš Kraus       | Křídla vlasti Olomouc | 22.10.1932 |              |
| 18            | Josef Majer        | Baník Kladno          | 08.06.1925 |              |
| 19            | Jaroslav Košnar    | CH Bratislava         | 17.08.1930 |              |
| 20            | Kazimír Gajdoš     | 1. FC Tatran Prešov   | 28.03.1934 |              |
| Trainer       |                    |                       |            |              |
|               | Karol Borhy        |                       | 23.06.1912 |              |

## Spiele der tschechoslowakischen Mannschaft

### Vorrunde
- Uruguay –  Tschechoslowakei 2:0 (0:0)

Stadion: Wankdorfstadion (Bern)
Zuschauer: 20.500
Schiedsrichter: Ellis (England)
Tore: 1:0 Míguez (72.), 2:0 Schiaffino (81.)
- Österreich –  Tschechoslowakei 5:0 (4:0)

Stadion: Hardturm (Zürich)
Zuschauer: 25.000
Schiedsrichter: Stefanović (Jugoslawien)
Tore: 1:0 Stojaspal (3.), 2:0 Probst (4.), 3:0 Probst (21.), 4:0 Probst (24.), 5:0 Stojaspal (70.)
Der amtierende Weltmeister Uruguay konnte sich erwartungsgemäß in der Gruppe III als Zweiter behaupten. 2:0 gegen die Tschechoslowaken und ein 7:0 gegen die überforderten Schotten reichten für den Gruppensieg. Auch die starken Österreicher ließen nichts anbrennen. Schottland wurde 1:0 und die Tschechoslowakei 5:0 besiegt. Österreich war als Gruppensieger naturgemäß also ebenso im Viertelfinale.